# Eddie Spears
Eddie Spears (nacido el 29 de noviembre de 1982) es un actor estadounidense. Es el miembro de Kul Wicasa Oyate Lakota (a menudo llamados "Sioux"). Tiene 5 hermanos y una hermana. Su hermano mayor, Michael, también es actor.
Spears ha estado en el centro de atención desde los 10 años con su primer papel en la producción de TNT Geronimo. Fue grabada en Arizona.
De acuerdo a él, su papel más gratificante hasta la fecha fue en Dreamkeeper'.
Cuando fue elegido para Black Cloud, dirigida por Rick Schroder, entrenó durante tres meses con el entrenador de boxeo legendario Jimmy Gambia. Una de las escenas fue filmada en Las Vegas.
Puede hablar Lakota, pero ha admitido que no es fluido. Es un ávido para la caza, la pesca, la arquería y el rodeo. También viaja a nivel nacional como orador principal. 

## Filmografía
- Colmillo blanco (2018) .... Castor Gris
- Hell on Wheels (2011) (Serie de televisión) .... Joseph Black Moon
- Comanche Moon (2008) (Miniserie de televisión) .... Quanah Parker
- Bury My Heart at Wounded Knee (2007) (TV) .... Chasing Crane
- Into the West (2005) (Miniserie de televisión) .... Red Lance
- Black Cloud (2004) .... Black Cloud
- Edge of America (2003) (TV) .... Franklin
- Dreamkeeper (2003) (TV) .... Shane Chasing Horse
- The Slaughter Rule (2002) .... Tracy Two Dogs
- Geronimo (1993) (TV) .... Ishkiye